# Xestia hemitragidia
Xestia hemitragidia là một loài bướm đêm trong họ Noctuidae.